# Club d'Esgrima Sala d'Armes Montjuïc
Il Club d'Esgrima Sala d'Armes Montjuïc è la società di scherma più antica e importante della Catalogna, sia per numero di soci che per risultati sportivi. È stata fondata nel giugno 1977 a Barcellona dal maestro livornese Pierluigi Chicca.

## Storia
Agli inizi, le attività si svolgevano al piano superiore delle piscine Bernat Picornell sul Montjuïc da cui il nome della società. Nel 1987, a causa dei lavori di ristrutturazione degli impianti per i Giochi Olimpici del 1992, la società ha dovuto trasferirsi presso il Centro sportivo comunale di scherma Reina Elisenda, nel quartiere di Sarrià-Sant Gervasi, ora sede definitiva
Tre anni dopo la sua fondazione, nel 1980, la società si divise in due con la nascita del Club d'Esgrima Fides, che ha svolto attività indipendenti fino al 2007 quando vi fu la riunificazione con il SAM.

## Attività
Presso la società si praticano le tre discipline della scherma sportiva (spada, fioretto e sciabola) nonché scherma teatrale, scherma tradizionale e scherma in carrozzina.
A livello sportivo, il SAM ha vinto tre volte la Coppa del Re (1978, 1979 e 2012), premio conferito dalla Federazione spagnola di scherma alla società che ottiene più punti nei campionati a squadre di Spagna in tutte le discipline e categorie.
Sin dai suoi inizi ha avuto tra i suoi membri numerosi campioni di Catalogna e di Spagna, come anche schermidori selezionati per la nazionale spagnola ai campionati del mondo ed ai giochi olimpici.